# Coleman Francis

Coleman Francis i en cameo i sin film The Beast of Yucca Flats (1961)

Coleman Francis, född 24 januari 1919 i Greer County i Oklahoma, död 15 januari 1973 i Hollywood i Kalifornien, var en amerikansk skådespelare, regissör, producent och manusförfattare. 
Han är känd för att ha skrivit och regisserat lågbudgetfilmerna The Beast of Yucca Flats (1961), The Skydivers  (1963) och Night Train to Mundo Fine (även känd som Red Zone Cuba, 1966), varav samtliga parodierats i Mystery Science Theater 3000. Filmerna producerades tillsammans med Anthony Cardoza. Han hade tidigare medverkat i flera filmer som skådespelare och medverkar också i Russ Meyers Motor Psycho (1965).